# Де ля Фрессанж, Инес
Инес Мари Летиция Эглантин Изабель де Сеньяр де ла Фрессанж (фр. Inès de La Fressange; род. 11 августа 1957 года, Гассен, Вар, Франция) — французская модель и дизайнер моды.

## Биография
Инес родилась 11 августа 1957 года в Гассене, на юге Франции, в аристократической семье. Отец Инес — маркиз де ла Фрессанж, французский биржевой маклер, мать — модель. Её бабушкой была мадам Симона Жакино, наследница банка «Lazard».
Карьеру модели начала в 17 лет, а в 18 лет уже появилась на обложке французского журнала моды и красоты Elle. В этом же году начала сотрудничество с французским модельером Тьерри Мюглером. Однажды Карл Лагерфельд, увидев Инес, высокую брюнетку, не мог не отметить её сходство с Коко Шанель. Так в 1980 году Инес стала первой моделью, которая заключила эксклюзивный контракт с домом высокой моды «Chanel». В течение 6 лет она была лицом модного дома. Но в 1989 году из-за конфликта Инес с Карлом Лагерфельдом контракт был расторгнут в судебном порядке. Ходили слухи, что этот конфликт произошёл из-за того, что Инес была избрана моделью бюста Марианны, аллегорического символа, олицетворяющего Францию. Лагерфельд заявил, что «Марианна — это воплощение всего скучного, буржуазного и провинциального» и «Я не хочу приукрашивать памятник, это слишком вульгарно!».
В 1990 году Инес вышла замуж за итальянского арт-дилера Луиджи д’Урсо, который умер 23 марта 2006 года от сердечного приступа. В этом браке родилось две дочери.
В 1991 году она создала свой бренд «Inès de la Fressange SA» и открыла магазин по продаже предметов роскоши, готовой одежды и парфюмерии в партнерстве с группой Louis Vuitton.
В конце 1999 года она была уволена из своей собственной компании из-за того, что не была главным акционером марки. Она пыталась вернуть себе права на использование своего имени и изображения через суд, но 5 лет судебных разбирательств не увенчались успехом.
В 2002 году Инес совместно с журналисткой Марианной Мересс опубликовала автобиографию. Вскоре Инес стала художественным руководителем и генеральным директором известной марки обуви Roger Vivier Couture.
Сейчас[когда?] Инес ведёт сотрудничество с Ассоциацией домов Africa2 и является спонсором Ассоциации кардиохирургии, которая позволяет больным детям из бедных стран сделать операцию на сердце.